# Eurycorypha punctipennis
Eurycorypha punctipennis är en insektsart som beskrevs av Lucien Chopard 1938. Eurycorypha punctipennis ingår i släktet Eurycorypha och familjen vårtbitare. Inga underarter finns listade i Catalogue of Life.